# South Park Elementary
South Park Elementary is een fictieve school in de animatieserie South Park. De hoofdpersonages (Eric Cartman, Kyle Broflovski, Stan Marsh en Kenny McCormick) zitten op deze school en ook veel andere personages zitten op South Park Elementary of werken er.
De school is een van de meest voorkomende en oudste locaties in de serie.

## Medewerkers

### Chef
Chef was een van de medewerkers van de schoolkantine, waar hij vaak conversaties had met de hoofdpersonages en ze raad of advies gaf. Chef ging op een gruwelijke manier dood in de aflevering The Return of Chef, nadat Isaac Hayes, die de stem van Chef insprak, ermee ophield.

### Mr. Adler
Mr. Richard Adler is een van de leraren op South Park Elementary. Hij onderwijst techniek en handenarbeid waarbij hij de kinderen er constant aan herinnert niet te klooien. ("Stop screwing around!"). Hij was getrouwd maar is inmiddels weduwe nadat zijn vrouw bij een vliegtuigongeluk om het leven kwam. Hij is daar lang depressief over geweest en was daarom enige tijd verslaafd aan nicotinekauwgom.

### Mr. Mackey
Mr. Mackey is een van de mentoren op South Park Elementary. Hij heeft een opmerkelijk groot hoofd, draagt een bril en heeft een lichtgroene trui met een stropdas. Een van zijn vaste uitspraken is "m'kay". Zijn stem wordt vertolkt door Trey Parker.

### Mr. Slave
Mr. Slave was de assistent van Mrs Garrison (in de serie afgekort tot teacher's ass.) totdat die een geslachtsverandering onderging. Daar kon Mr. Slave, die homoseksueel was, niet tegen. De stem van Mr. Slave wordt ingesproken door John Hansen. Mr Slave lijkt erg op Glenn Hughes van de Village People.

### Mr. Wyland
Mr. Wyland verving Mr. Garrison tweemaal als leraar.

### Mrs. Dreibel
Mrs. Dreibel verscheen in de aflevering Toilet Paper, waarin ze de lerares kunst was. Mrs. Dreibel heeft twee dochters.

### Mr. Garrison
Herbert Garrison is een leraar op South Park Elementary. Toen hij begon op de school was hij man, heteroseksueel en zelfs homofoob, maar toen ze de 4th Grade (groep zes) les ging geven besloot hij een geslachtsverandering te ondergaan, waarna hij enige tijd als vrouw door het leven ging. In de aflevering "Eek, A Penis!" uit seizoen 12, is hij weer terug veranderd naar een man. Een bekend accessoire van Mr. Garrison is zijn handpoppetje Mr. Hat, met wie hij regelmatig in discussie gaat. In seizoen 19, wordt hij presidentskandidaat vanwege de toenemende stroom van Canadese vluchtelingen.

### Ms. Choksondik
Ms. Diane Choksondik verscheen in South Park toen de hoofdpersonages naar de groep zes gingen. Opvallend is dat Trey Parker haar stem verzorgt, omdat Parker (evenals Matt Stone) normaal alleen jongens- en mannenstemmen verzorgt. Haar naam wordt uitgesproken als "chokes on dick".
Ze kwam uit Denver, was rond de 40 jaar oud en had veel weg van de Amerikaanse oud-minister Janet Reno. Chocksondik kenmerkte zich door behoorlijk laag hangende borsten. Verder had ze overgewicht en een lui oog en droeg ze een bril.
Choksondik had een seksuele relatie met Mr. Mackey, de schoolpsycholoog. Deze relatie is tot stand gekomen toen de twee lesmateriaal aan het voorbereiden waren voor seksuele voorlichting. Tevens vertelde Choksondik toen dat zij nog geen seks had gehad.
De aflevering Professor Chaos eindigde met een cliffhanger, waarbij gezegd werd dat er iemand dood zou gaan. Dit bleek om Mr. Choksondik te gaan. Sindsdien is ze nooit meer teruggekomen.

### Ms. Claridge
Ms. Claridge gaf les op de peuterspeelzaal van South Park Elementary. Nadat er op die peuterspeelzaal een brand uitbrak kreeg Ms. Claridge ernstige brandwonden en werd ze gehandicapt, waardoor ze in een soort van ijzeren long belandde. Uiteindelijk wordt ze nog ernstiger toegetakeld. Later komt ze nog een keer voor in een aflevering, wanneer Cartman haar een fruitmandje geeft vanwege hun misdragingen tegen haar.

### Ms. Crabtree
Ms. Veronica Lee Crabtree was bestuurster van de schoolbus en komt voor tot ze in de aflevering Cartman's Incredible Gift wordt vermoord. Ms. Crabtree komt hysterisch over en houdt de kinderen in de bus stil door ze te bedreigen met het doodschieten van een konijntje. In het haar van Ms. Crabtree leeft een vogeltje.
De stem van Ms. Crabtree wordt gedaan door Mary Kay Bergman (seizoen 1-3) en Eliza Schneider (seizoen 4-8).

### Nurse Gollum
Nurse Gollum is de verpleegster van de school, ze is herkenbaar doordat ze een dode foetus aan haar hoofd heeft hangen wat de kinderen erg bangmaakt. Ze lijdt aan de (deels fictieve) aandoening "conjoined twin myslexia". Sheila Broflovski vroeg haar waarom ze het niet weg laat halen, Gollum antwoordde dat als ze dat zou doen, ze zou sterven. Ze is voor het eerst te zien in de aflevering Conjoined Fetus Lady.

### Ms. Pearl
Pearl is de lerares huishoudkunde. Ze is een van de weinige docenten op South Park Elementary die haar beroep wél goed en normaal uitvoert. Ze was onder andere te zien in de aflevering Tweek vs Craig.

### Ms. Stephenson
Ms. Stephenson was een lerares van de Kindergarten van South Park Elementary. In de enige aflevering waarin ze voorkwam kwam ze om het leven door zelfmoord te plegen.
Ze speelde een rol in aflevering #1010 (Miss Teacher Bangs a Boy). Hier krijgt ze, als lerares van de kleuterklas, een relatie met leerling Ike Broflovski. Aan het eind van diezelfde aflevering sterft ze ook door een zelfmoordactie samen met Ike, maar die trekt zich op het laatste moment terug.
Ms. Stephensons acties zijn mogelijk veroorzaakt doordat haar oom haar en haar zus elkaar liet zoenen, zo vertelt ze aan een psychiater in een afkickcentrum.